# Campionati del mondo di atletica leggera indoor 2008 - Salto con l'asta femminile

## Medagliate
| Oro     |                     |             |
|         | Yelena Isinbaeva    | Russia      |
| Argento |                     |             |
|         | Jennifer Stuczynski | Stati Uniti |
| Bronzo  |                     |             |
|         | Fabiana Murer       | Brasile     |
|         | Monika Pyrek        | Polonia     |

## Qualificazione
In finale chi supera 4.55 m o chi rientra tra le prime 8
| Pos | Atleta                  | Paese       | Misura  | Q | Progressione | Progressione | Progressione | Progressione | Progressione | Progressione | Progressione |
| Pos | Atleta                  | Paese       | Misura  | Q | 3.95         | 4.15         | 4.25         | 4.35         | 4.45         | 4.50         | 4.55         |
| --- | ----------------------- | ----------- | ------- | - | ------------ | ------------ | ------------ | ------------ | ------------ | ------------ | ------------ |
| 1   | Yelena Isinbaeva        | Russia      | 4.55    | Q | -            | -            | -            | -            | -            | -            | O            |
| 2   | Monika Pyrek            | Polonia     | 4.50    | q | -            | -            | -            | O            | -            | O            | -            |
| 2   | Anna Battke             | Germania    | 4.50    | q | -            | -            | O            | -            | O            | O            | -            |
| 4   | Jennifer Stuczynski     | Stati Uniti | 4.50    | q | -            | -            | -            | -            | -            | XO           | -            |
| 4   | Fabiana Murer           | Brasile     | 4.50    | q | -            | -            | -            | O            | O            | XO           | -            |
| 6   | Anna Rogowska           | Polonia     | 4.50    | q | -            | -            | -            | XO           | -            | XXO          | -            |
| 7   | Svetlana Feofanova      | Russia      | 4.45    | q | -            | -            | -            | -            | O            | -            | -            |
| 8   | Naroa Agirre            | Spagna      | 4.45 SB | q | O            | O            | XO           | O            | XXO          | XXX          |              |
| 8   | Pavla Rybová            | Rep. Ceca   | 4.45    | q | -            | O            | -            | XO           | XXO          | XXX          |              |
| 10  | Julia Hütter            | Germania    | 4.35    |   | -            | -            | XO           | O            | XXX          |              |              |
| 11  | Jillian Schwartz        | Stati Uniti | 4.35    |   | -            | -            | -            | XO           | XXX          |              |              |
| 12  | Elisabete Tavares Ansel | Portogallo  | 4.25    |   | O            | O            | O            | XXX          |              |              |              |
| 13  | Joana Costa             | Brasile     | 4.15 PB |   | O            | XO           | XXX          |              |              |              |              |
| 13  | Nikoléta Kiriakopoúlou  | Grecia      | 4.15    |   | -            | XO           | XXX          |              |              |              |              |
|     | Natalya Kushch          | Ucraina     | NM      |   | -            | -            | XXX          |              |              |              |              |
|     | Roslinda Samsu          | Malaysia    | DNS     |   |              |              |              |              |              |              |              |

## Finale
| Pos | Atleta              | Paese       | Mark    | Progressione | Progressione | Progressione | Progressione | Progressione | Progressione | Progressione | Progressione | Progressione | Progressione | Progressione |
| Pos | Atleta              | Paese       | Mark    | 4.30         | 4.40         | 4.45         | 4.50         | 4.55         | 4.60         | 4.65         | 4.70         | 4.75         | 4.80         | 4.85         |
| --- | ------------------- | ----------- | ------- | ------------ | ------------ | ------------ | ------------ | ------------ | ------------ | ------------ | ------------ | ------------ | ------------ | ------------ |
|     | Yelena Isinbaeva    | Russia      | 4.75    | -            | -            | -            | -            | -            | -            | O            | -            | O            | -            | XXX          |
|     | Jennifer Stuczynski | Stati Uniti | 4.75 PB | -            | -            | -            | O            | -            | O            | -            | O            | XO           | -            | XXX          |
|     | Fabiana Murer       | Brasile     | 4.70 AR | -            | O            | -            | O            | -            | O            | -            | O            | XXX          |              |              |
|     | Monika Pyrek        | Polonia     | 4.70 SB | -            | O            | -            | -            | -            | O            | -            | O            | XXX          |              |              |
| 5   | Svetlana Feofanova  | Russia      | 4.60    | -            | O            | -            | O            | -            | O            | -            | X-           | XX           |              |              |
| 6   | Anna Rogowska       | Polonia     | 4.55    | -            | O            | -            | -            | XO           | -            | X-           | XX           |              |              |              |
| 7   | Pavla Rybová        | Rep. Ceca   | 4.50    | XXO          | -            | XX-          | O            | XXX          |              |              |              |              |              |              |
| 8   | Anna Battke         | Germania    | 4.45    | O            | -            | O            | -            | XXX          |              |              |              |              |              |              |
| 9   | Naroa Agirre        | Spagna      | 4.40    | XXO          | O            | -            | XXX          |              |              |              |              |              |              |              |